# مارك كامبل
مارك كامبل (بالإنجليزية: Mark Campbell)‏ (4 فبراير 1978 في المملكة المتحدة - ) هو لاعب كرة قدم بريطاني في مركز الدفاع. لعب مع ريث روفرز وسانت جونستون وكوين أوف ساوث ونادي فالكيرك ونادي سترنرير ‏ وAuchinleck Talbot F.C. ‏ وإيرفين ميدو XI ‏ ونادي آير يونايتد.

## وصلات خارجية
- مارك كامبل على موقع قاعدة بيانات كرة القدم.إي يو (الإنجليزية)
- مارك كامبل على موقع Soccerbase.com (لاعب) (الإنجليزية)